# طارن
طارن یا طارم، روستایی از توابع بخش مرکزی شهرستان فیروزکوه در استان تهران ایران است. طارن یکی از روستاهای شهر فیروزکوه ویکی از سه ییلاق طایفه افتری است. مردم در این روستا تنها سه ماه تابستان را در آن زندگی می‌کنند. یکی از سرچشمه‌های حبله‌رود از این روستا جاری می‌شود. کار بیشتر مردم روستا دامداری و کشاورزی است و از محصولات لبنی ان به سر ماست پنیر اروشه اشاره کرد.

## جمعیت
این روستا در دهستان پشتکوه قرار دارد و براساس سرشماری مرکز آمار ایران در سال ۱۳۸۵، جمعیت آن ۱۲۰ نفر ۴۹ (خانوار) بوده‌است.
بیشتر جمعیت این روستا از طایفه ولی می باشند، تعداد اندکی خانوار از طوایف طاهری، عمادی، حمیدی و زیاری ساکن این روستا می باشند.
در محاورت این روستا، روستای گورسفید قرار دارد که از همه طوایف ولی، زیاری، محمودی، جلالی، طاهری، عمادی، مازندرانی، هاشمی، حمیدی و پلنگی در آن سکونت دارند.
این دو روستا به نوعی از قدیم، خواهرخوانده محسوب می شدند و تجارت محصولات دامداری و کشاورزی بین این دو روستا رونق داشته که امروزه با کاهش جمعیت، کاهش پیدا کرده است.